# Вардарска армия
Вардарската армия (на турски: Vardar Ordusu) е една от армиите под командването на Западната армия. Създадена е по време на мобилизационната фаза в Балканската война.

## Състав на 19 октомври 1912 г.
На 19 октомври 1912 г. армията се състои от:
- Вардарска армия HQ (Сръбски фронт, център за концентрация: Куманово)
  - Пети корпус
    - Тринадесета пехотна дивизия, Петнадесета пехотна дивизия, Шестнадесета пехотна дивизия
    - Щипска редифска дивизия

  - Шести корпус
    - Седемнадесета пехотна дивизия, Осемнадесета пехотна дивизия
    - Битолска редифска дивизия, Драмска редифска дивизия

  - Седми корпус
    - Деветнадесета пехотна дивизия
    - Скопска редифска дивизия, Прищинска редифска дивизия

  - Втори условен корпус
    - Ушакска редифска дивизия, Смирненска редифска дивизия, Денизлийска редифска дивизия

  - Феризовикски отряд
  - Плевлянски отряд (оригинално име Отряд Ташлица)
  - Независима конна дивизия
    - Седма конна бригада, Осма конна бригада

## Състав на 2 ноември 1912 г.
На 12 ноември 1912 г. армията има следния състав:
- Вардарска армия HQ (Сръбски фронт, център за концентрация: Битоля)
  - Северна група
    - Пети корпус
      - Тринадесета пехотна дивизия
      - Петнадесета пехотна дивизия
      - Пети пехотен полк
      - 26 конен полк
      - 19 артилерийски полк

    - Седми корпус
      - Деветнадесета пехотна дивизия
      - Щипска редифска дивизия
      - 17 конен полк

  - Южна група
    - Шести корпус
      - Шестнадесета пехотна дивизия
      - Осемнадесета пехотна дивизия
      - 6 пехотен полк

  - Югоизточна група
    - Седемнадесета пехотна дивизия
    - Битолска редифска дивизия

  - Независима конна бригада

## Състав на 16 ноември 1912 г.
На 16 ноември 1912 г. армията има следния състав:
- Вардарска армия HQ (Сръбски фронт, център за концентрация: Битоля)
  - Офанзивен корпус на левия фланг
    - Шести корпус
      - Шестнадесета пехотна дивизия
      - Деведтнадесета пехотна дивизия
      - Отряд Фехти бей
      - Независима конна бригада

  - Защитен корпус на десния фланг
    - Седми корпус
      - Щипска редифска дивизия

    - Пети корпус
      - Тринадесета пехотна дивизия
      - Петнадесета пехотна дивизия
      - Осемнадесета пехотна дивизия